# Viva! (álbum)
Viva! Roxy Music es el primer álbum en vivo de la banda de rock inglesa Roxy Music, publicado en 1976. El disco contiene material en vivo grabado durante 1973 y 1975. 

## Lista de canciones
Todas escritas por Bryan Ferry excepto "Out of the Blue", escrita por Ferry y Phil Manzanera.

### Lado Uno
1. "Out of the Blue" - 4:44
2. "Pyjamarama" - 3:36
3. "The Bogus Man" - 7:05
4. "Chance Meeting" - 2:58
5. "Both Ends Burning" - 4:46

### Lado Dos
1. "If There Is Something" - 10:37
2. "In Every Dream Home a Heartache" - 8:23
3. "Do the Strand" - 4:00

## Créditos
- Bryan Ferry - voz, teclados
- Eddie Jobson - teclados, sintetizador
- Andy Mackay - saxofón, oboe
- Phil Manzanera - guitarra
- Paul Thompson - batería
- John Gustafson - bajo en "Both Ends Burning"

## Listas de éxitos
Álbum
| Año  | Lista                | Posición |
| ---- | -------------------- | -------- |
| 1976 | Billboard Pop Albums | 81       |